# Voley Textil 2015-2016
Questa voce raccoglie le informazioni riguardanti il Voley Textil nelle competizioni ufficiali della stagione 2015-2016.

## Organigramma societario
Area direttiva
- Presidente: Miguel Ángel Posadas

Area organizzativa
- Tesoriere: Fernando Gutiérrez

Area tecnica
- Allenatore: José Marcos
- Allenatore in seconda: Enrique Herrero
- Assistente allenatore: Raul Martínez
- Scout man: Pedro Santos, Enrique Herrero

Area sanitaria
- Medico: Fernando Cortina
- Fisioterapista: Antonio Parejo

## Rosa
| N° | Nome                   | Ruolo | Data di nascita  | Nazionalità sportiva |
| -- | ---------------------- | ----- | ---------------- | -------------------- |
| 1  | Máximo Barcena         | L     | 1º marzo 1989    | Spagna               |
| 2  | Adrian Pruneda         | S     | 3 marzo 1994     | Spagna               |
| 3  | Miguel Mateo           | S/O   | 28 agosto 1989   | Spagna               |
| 4  | Daniel Ruiz            | S     | 28 giugno 1995   | Spagna               |
| 5  | Victor Isaías López    | C     | 18 novembre 1993 | Capo Verde           |
| 6  | Roberto Rojo           | L     | 6 dicembre 1983  | Spagna               |
| 7  | Raúl Gómez             | S/O   | 11 novembre 1995 | Spagna               |
| 8  | Antonio Dos Santos     | C     | 1º giugno 1990   | Brasile              |
| 9  | Miguel Ángel Egusquiza | P     | 19 maggio 1995   | Spagna               |
| 10 | Alberto González       | S     | 14 aprile 1990   | Spagna               |
| 11 | Diego Moncada          | S     | 25 novembre 1994 | Spagna               |
| 12 | Victor Brull           | S     | 29 marzo 1994    | Spagna               |
| 13 | Francisco José Calzón  | S     | 21 luglio 1992   | Spagna               |
| 14 | Miguel Henarejos       | P     | 15 ottobre 1976  | Spagna               |
| 15 | José Marcos            | P     | 25 gennaio 1974  | Spagna               |
| 16 | José María Palencia    | C     | 12 novembre 1998 | Spagna               |
| 17 | Juan Escalona          | P     | 4 gennaio 1990   | Venezuela            |